# Offham
Offham es una parroquia civil y un pueblo del distrito de Tonbridge and Malling, en el condado de Kent (Inglaterra).

## Geografía
Según la Oficina Nacional de Estadística británica, Offham tiene una superficie de 8,05 km².

## Demografía
Según el censo de 2001, Offham tenía 732 habitantes (48,22% varones, 51,78% mujeres) y una densidad de población de 90,93 hab/km². El 18,17% eran menores de 16 años, el 73,91% tenían entre 16 y 74 y el 7,92% eran mayores de 74. La media de edad era de 43,11 años. Del total de habitantes con 16 o más años, el 17,36% estaban solteros, el 67,78% casados y el 14,86% divorciados o viudos.
El 96,03% de los habitantes eran originarios del Reino Unido. El resto de países europeos englobaban al 0,96% de la población, mientras que el 3,01% había nacido en cualquier otro lugar. Según su grupo étnico, el 99,18% eran blancos, el 0,41% mestizos y el 0,41% asiáticos. El cristianismo era profesado por el 78,44%, el judaísmo por el 0,68% y el islam por el 0,41%. El 12,14% no eran religiosos y el 8,32% no marcaron ninguna opción en el censo.
359 habitantes eran económicamente activos, todos ellos empleados. Había 297 hogares con residentes, 9 vacíos y 6 eran alojamientos vacacionales o segundas residencias.